# Richard Türk

Richard Türk

Richard Türk (* 28. März 1903 in Breslau; † 11. November 1984) war ein deutscher SS-Hauptsturmführer, Bürgermeister, Landtags- und Reichstagsabgeordneter.

## Schule, Ausbildung zum Landwirt und Funktionär der NSDAP
Nach der Volks- und Oberrealschule und einer zweijährigen Lehre in der Landwirtschaft absolvierte er in Schweidnitz ein landwirtschaftliches Seminar. Es folgte für die nächsten fünf Jahre eine Tätigkeit in der Landwirtschaft in Liegnitz und dann in Schreiberhau in verschiedenen Funktionen.
Er orientierte sich schon früh an völkischen Ideen und trat im Jahre 1921 dem Deutschvölkischen Schutz- und Trutzbund (DSTB) bei. Erstmals wurde er auch Mitglied der NSDAP im Jahre 1923 und trat nach der Neugründung im Jahre 1925 der Partei erneut bei (Mitgliedsnummer 2.266). Früh engagierte er sich als Propagandist in der NSDAP und trat 1925 als Gauredner in Oberschlesien auf.
Diese Tätigkeit als Redner für die NSDAP übte er von 1926 bis 1936 aus. Für die NSDAP übernahm er von 1930 bis August 1931 die Funktion eines Bezirksleiters für den Bereich Riesengebirge. Von 1932 bis 1933 schickte ihn die NSDAP in den Preußischen Landtag. Von August 1931 bis Ende August 1932 wirkte er als Untergauleiter Niederschlesien und als Inspekteur und Schulungsleiter der NSDAP in Niederschlesien.

## Reichstag, Bürgermeister und Leiter im Distrikt Lublin
Von November 1933 bis 1945 war er für die NSDAP als Abgeordneter für den Wahlkreis Breslau in den Reichstag delegiert. Von April 1934 bis Januar 1936 wurde er als Bürgermeister von der NSDAP in Schreiberhau im Riesengebirge eingesetzt, wurde aber wegen Differenzen in der Amtsführung abgesetzt. Bis Januar 1940 wurde er wieder als Propagandist, diesmal als Reichs- und Stoßtruppredner der Reichspropagandaleitung der NSDAP tätig.
Im Januar 1940 wurde er nach Lublin versetzt, wo die Verwaltung im Distrikt Lublin im Generalgouvernement ausgeübt wurde. Gleich nach seiner Ankunft wurde ein „Sachreferat Judenwesen“ eingerichtet als Unterabteilung der Abteilung „Bevölkerungswesen und Fürsorge“ (BuF). Die Leitung führte er zuerst mit Fritz Heinecke zusammen aus. Am 12. März 1941 wurde dieser Unterabteilung der Status eines Referats vom Gouverneur Ernst Zörner zuerkannt.

## Praktizierter Antisemitismus: Umsiedlung und Deportation
Türk setzte sich in seiner Funktion mit großer Intensität ein, denn er hasste alles, was nicht als deutsch galt, vor allem polnische und jüdische Menschen, aber auch Roma und Sinti. Dabei prägte ihn ein entschiedener Antisemitismus, was auch seinen Mitarbeitern in Lublin bekannt war. Am 10. April 1941 verfasste er ein Schreiben an den Landrat Alfred Kipke, indem er auf die Notwendigkeit der strikten Trennung von Juden und Polen hinwies, wobei durch Anwendung der Propaganda die Juden charakterisiert werden sollten.
Am 19. März 1942 traf er mit einem Vertreter des Stabes der „Aktion Reinhardt“, dem SS-Führer Helmut Ortwin Pohl, zusammen, um die zukünftigen Siedlungsbewegungen der Juden im Distrikt Lublin zu besprechen. Dort war er verantwortlich für die Deportationen von und nach Izbica, Kraśniczyn, Gorzków, Piaski, Szczebrzeszyn, Krasnobród und Opole.
Nach Musial hat Türk Ende März 1942 persönlich zwei Deportationen von Juden aus Wawolnica und Kazimierz in das Vernichtungslager Belzec organisatorisch vorbereitet. Am 16. April endete seine Tätigkeit in Lublin und am 1. Mai 1942 übernahm er das Referat X für „fremdvölkische Fürsorge und Judenfragen“ bei der Regierung des Generalgouvernements in Krakau.

## Tätigkeit in Krakau und Nachkriegsarbeiten
Von Januar 1943 bis 1945 übernahm er in der Abteilung „Bevölkerungswesen und Fürsorge“ in der Regierung Krakau die Stellung eines stellvertretenden Leiters. In einer Baumschule in Schleswig-Holstein arbeitete er von 1945 bis 1947. Auf einem Weingut in Hessen fand er von 1947 bis 1951 eine Tätigkeit. Danach wurde er selbständiger Kaufmann und führte in Saarburg von 1951 bis 1957 ein Reformhaus. Im Jahre 1958 arbeitete er beim Wegweiser-Verlag in Frankfurt/Main. Danach wandte er sich wieder der Politik zu und war beim Bund der Vertriebenen Landesgeschäftsführer in Rheinland-Pfalz.

## Kandidatur für den Bundestag und Ermittlungsverfahren
Zweimal, in den Jahren 1953 und 1957 kandidierte er für den Gesamtdeutschen Block/Bund der Heimatvertriebenen und Entrechteten (GB/BHE) für den Bundestag sowohl im Wahlkreis 154 und auf der Landesliste des GB/BHE von Rheinland-Pfalz. Die Zentralstelle für die Bearbeitung von nationalsozialistischen Massenverbrechen in Dortmund leitete gegen ihn und andere Mitarbeiter der Dienststelle in Lublin ein Ermittlungsverfahren wegen Beihilfe zum Mord ein. Vorwurf war die Aussiedlung von Juden aus dem Distrikt Lublin zum Zwecke der Konzentrierung für die spätere Ermordung im Vernichtungslager Belzec.
Das Verfahren gegen Türk wurde aber der Staatsanwaltschaft Mainz übergeben, weil ein Zeuge behauptete, Türk hätte persönlich Deportationen angeordnet. Der Zeuge wurde aber als unglaubwürdig beurteilt. Die Argumentation der Staatsanwaltschaft lief auf die Konstruktion hinaus, die Verwaltung von Lublin hätte nicht über Kenntnisse verfügt, dass es Mitte 1942 zu Vernichtungsaktionen gegen Juden kam. Somit wurde mit dem Schreiben vom 16. Mai 1966 das Verfahren gegen Türk eingestellt.